# Душники (Лодзинське воєводство)
Душники (пол. Duszniki) — село в Польщі, у гміні Варта Серадзького повіту Лодзинського воєводства.
Населення — 262 особи (2011).
У 1975-1998 роках село належало до Серадзького воєводства.

## Демографія
Демографічна структура станом на 31 березня 2011 року:
|          | Загалом | Допрацездатний вік | Працездатний вік | Постпрацездатний вік |
| -------- | ------- | ------------------ | ---------------- | -------------------- |
| Чоловіки | 134     | 31                 | 89               | 14                   |
| Жінки    | 128     | 24                 | 79               | 25                   |
| Разом    | 262     | 55                 | 168              | 39                   |